# Passàlids
Els passàlids (Passalidae) són una família de coleòpters polífags de la superfamília dels escarabeoïdeus, coneguts amb diversos noms comuns americans, Gairebé totes les espècies són d'Amèrica tropical, però algunes assoleixen Amèrica del Nord. Tenen comportament social, cosa inusual entre els coleòpters.

## Característiques
Els passàlids tenen cos és allargat i cilíndric, i són completament negre. Són de mida gran; la seva llargària oscil·la entre els 20 i els 43 mm. El cap és més estret que el tòrax i està dotat d'una sola banya. Els èlitres són allargats i molt estriats.
Són subsocials (s'ocupen de les cries) i viuen en grups normalment dins de troncs podrits. Poden produir sons per estridulació tant els adults com les larves.

## Algunes espècies
- Gènere Aceraius

Aceraius grandis
- Gènere Ceracupes

Ceracupes arrowi
- Gènere Chondrocephalus

Chondrocephalus debilis
Chondrocephalus granulifrons
- Gènere Cylindrocaulus

Cylindrocaulus patalis
- Gènere Heliscus

Heliscus tropicus
- Gènere Leptaulax

Leptaulax bicolor
- Gènere Odontotaenius

Odontotaenius disjunctus (patent-leather beetle)
Odontotaenius floridanus
Odontotaenius striatopunctatus
- Gènere Ogyges

Ogyges laevior
- Gènere Oileus

Oileus rimator
- Gènere Passalus

Passalus affinis
Passalus caelatus
Passalus elfriedae
Passalus inops
Passalus interruptus
Passalus interstitialis
Passalus jansoni
Passalus latifrons
Passalus pugionifer
Passalus punctatostriatus
Passalus punctiger
Passalus spiniger
Passalus unicornis
- Gènere Paxillus

Paxillus leachi
Paxillus pentataphylloides
- Gènere Pentalobus

Pentalobus barbatus
- Gènere Petrejoides

Petrejoides orizabae
- Gènere Popilius

Popilius eclipticus
- Gènere Proculus

Proculus burmeisteri
Proculus mniszechi
- Gènere Ptichopus

Ptichopus angulatus
- Gènere Publius

Publius agassizi
- Gènere Spasalus

Spasalus crenatus
- Gènere Spurius

Spurius bicornis
- Gènere Verres

Verres corticicola
Verres hageni
- Gènere Veturius

Veturius transversus